# Matelea serpens
Matelea serpens är en oleanderväxtart som beskrevs av R. E. Woodson. Matelea serpens ingår i släktet Matelea och familjen oleanderväxter. Inga underarter finns listade i Catalogue of Life.